# Haréville
Haréville is een gemeente in het Franse departement Vosges (regio Grand Est) en telt 475 inwoners (1999). De plaats maakt deel uit van het arrondissement Neufchâteau.

## Geografie
De oppervlakte van Haréville bedraagt 6,6 km², de bevolkingsdichtheid is 72,0 inwoners per km².
De onderstaande kaart toont de ligging van Haréville met de belangrijkste infrastructuur en aangrenzende gemeenten.

## Demografie
Onderstaande figuur toont het verloop van het inwonertal (bron: INSEE-tellingen).